# Helmut Nordhaus
Helmut Nordhaus (Erfurt, 10 de octubre de 1922 - ibídem, 14 de octubre de 2014) fue un entrenador y futbolista alemán que jugó en la demarcación de centrocampista.

## Biografía
Se formó como futbolista en las filas del Wacker Erfurt, desde 1935 hasta 1939. Debutó con el primer equipo a los 17 años de edad. Tras dejar el club, y estar tres años de cautiverio en Egipto, jugó durante una temporada en el Hamburgo SV en 1948, ganando una Oberliga. Al terminar la temporada volvió a Erfurt para jugar en el FC Rot-Weiß Erfurt. Jugó en el club durante siete temporadas, jugando 186 partidos y marcando 35 goles. Además ganó la DDR-Oberliga en 1954 y 1955.
Falleció el 14 de octubre de 2014 a los 92 años de edad.

## Selección nacional
| Partido | Fecha                    | En casa              | Resultado | Fuera de casa        | Goles | Competición | Notas |
| ------- | ------------------------ | -------------------- | --------- | -------------------- | ----- | ----------- | ----- |
| 1       | 14 de junio de 1953      | Alemania Democrática | 0 - 0     | Bulgaria             | -     | Amistoso    |       |
| 2       | 26 de septiembre de 1954 | Alemania Democrática | 0 - 1     | Polonia              | -     | Amistoso    |       |
| 3       | 24 de octubre de 1954    | Bulgaria             | 3 - 1     | Alemania Democrática | -     | Amistoso    | 63'   |

## Clubes

### Como futbolista
| Club               | País                | Año         | Partidos | Goles |
| ------------------ | ------------------- | ----------- | -------- | ----- |
| Hamburgo SV        | Alemania Occidental | 1948        | ¿?       | ¿?    |
| FC Rot-Weiß Erfurt | Alemania Oriental   | 1949 - 1956 | 186      | 35    |

### Como entrenador
| Club                  | País                | Año         |
| --------------------- | ------------------- | ----------- |
| SG Dynamo Erfurt      | Alemania Oriental   | 1959 - 1964 |
| FC Rot-Weiß Erfurt    | Alemania Oriental   | 1964 - 1966 |
| FC Rot-Weiß Erfurt II | Alemania Oriental   | 1966 - 1970 |
| FC Erfurt Nord        | Alemania Oriental   | 1970 - 1972 |
| FSV Sömmerda          | Alemania Occidental | 1972 . 1975 |
| FSV Wacker 03 Gotha   | Alemania Occidental | 1975 - 1982 |

## Palmarés

### Campeonatos nacionales
| Título       | Club               | País     | Año  |
| ------------ | ------------------ | -------- | ---- |
| Oberliga     | Hamburgo SV        | Alemania | 1948 |
| DDR-Oberliga | FC Rot-Weiß Erfurt | Alemania | 1954 |
| DDR-Oberliga | FC Rot-Weiß Erfurt | Alemania | 1955 |